# Стависька сільська рада
Стави́ська сільська́ ра́да — адміністративно-територіальна одиниця та орган місцевого самоврядування в Козелецькому районі Чернігівської області. Адміністративний центр — село Ставиське.

## Загальні відомості
- Населення ради: 668 осіб (станом на 2001 рік)

## Історія
05.02.1965 Указом Президії Верховної Ради Української РСР передано сільради Носівського району: Патютинську, Пилятинську, Ставиську та Хрещатенську — до складу Козелецького району.

## Населені пункти
Сільській раді підпорядковані населені пункти:
- с. Ставиське
- с. Блудше
- с. Нова Гребля

## Склад ради
Рада складається з 12 депутатів та голови.
- Голова ради: Ус Валерій Іванович
- Секретар ради: Корнієнко Валентина Іванівна

### Керівний склад попередніх скликань
| Прізвище, ім'я, по батькові | Основні відомості                                                                                              | Дата обрання | Дата звільнення |
| --------------------------- | --- | ------------ | --------------- |
| Ус Валерій Іванович         | Сільський голова, 1959 року народження, освіта середня загальна, член Всеукраїнського об'єднання «Батьківщина» | 26.03.2006   | 31.10.2010      |
| Ус Валерій Іванович         | Сільський голова, 1959 року народження, освіта середня загальна, член Партії регіонів                          | 31.10.2010   |                 |

Примітка: таблиця складена за даними сайту Верховної Ради України

### Депутати
За результатами місцевих виборів 2010 року депутатами ради стали:

#### За суб'єктами висування
| Суб'єкт висування                                       | Кількість обраних депутатів | %    |
| ------------------------------------------------------- | --------------------------- | ---- |
| Партія регіонів                                         | 7                           | 58,3 |
| Політична партія Всеукраїнське об'єднання «Батьківщина» | 5                           | 41,7 |

#### За округами
| № округу                                                | Прізвище, ім'я, по батькові     | Дата визнання обраним | Освіта             | Партійна приналежність                        | Відомості про обраного депутата          |
| ------------------------------------------------------- | ------------------------------- | --------------------- | ------------------ | --------------------------------------------- | ---------------------------------------- |
| Партія регіонів                                         |                                 |                       |                    |                                               |                                          |
| 1                                                       | Йовенко Світлана Петрівна       | 01.11.2010            | вища               | позапартійна                                  | Стависька загальноосвітня школа, вчитель |
| 4                                                       | Тимошенко Віталій Іванівич      | 01.11.2010            | середня            | позапартійний                                 | Ветеринарна лікарня, водій               |
| 8                                                       | Мецелюкова Тетяна Михайлівна    | 01.11.2010            | середня            | позапартійна                                  | Магазин, продавець                       |
| 9                                                       | Мойсієнко Василь Іванович       | 01.11.2010            | середня            | позапартійний                                 | тимчасово не працює                      |
| 10                                                      | Сидоренко Іван Михайлович       | 01.11.2010            | вища               | позапартійний                                 | тимчасово не працює                      |
| 11                                                      | Стадник В'ячеслав Миколайович   | 01.11.2010            | вища               | позапартійний                                 | тимчасово не працює                      |
| 12                                                      | Корнієнко Валентина Іванівна    | 01.11.2010            | середня спеціальна | позапартійна                                  | тимчасово не працює                      |
| Політична партія Всеукраїнське об'єднання «Батьківщина» |                                 |                       |                    |                                               |                                          |
| 2                                                       | Бондарчук Наталія Анатоліївна   | 01.11.2010            | вища               | позапартійна                                  | Сільська рада, бухгалтер                 |
| 3                                                       | Лабута Володимир Іванович       | 01.11.2010            | середня спеціальна | член Всеукраїнського об'єднання «Батьківщина» | Сільська рада, кочегар                   |
| 5                                                       | Лабута Іван Іванович            | 01.11.2010            | середня спеціальна | член Всеукраїнського об'єднання «Батьківщина» | Ветеринарна лікарня, ветеринар           |
| 6                                                       | Воробей Володимир Володимирович | 01.11.2010            | середня спеціальна | член Всеукраїнського об'єднання «Батьківщина» | тимчасово не працює                      |
| 7                                                       | Тимошенко Тетяна Іванівна       | 01.11.2010            | середня спеціальна | член Всеукраїнського об'єднання «Батьківщина» | Відділ зв"язку, начальник                |